# الحركة الوطنية الإشتراكية للحرية
الحركة الوطنية الاشتراكية للحرية (بالإنجليزية: National Socialist Freedom Movement)‏ هو حزب سياسي من جمهورية فايمار، أسس في 1924، وحل في 1925.

## أعضاء بارزون
- كود سباركل
- تحديث القائمة

- هاينريش هيملر
- إرنست روم
- إريش لودندورف
- فيلهلم فريك
- جريجور ستراسر
- جوتفريد فيدير
- Wilhelm Kube
- وولف هاينريش جراف فون هيلدورف
- ثيودور فاهلين
- هيرمان كريبل